# كارلوس ميليرو
كارلوس ميليرو (بالإسبانية: Carlos Melero)‏ (من مواليد 17 فبراير 1948) هو درّاج إسباني سابق. شارك في الألعاب الأولمبية الصيفية لعام 1972. شارك في طواف فرنسا خمس مرات وطواف إسبانيا أربع مرات.

## روابط خارجية
- كارلوس ميليرو على موقع أرشيف الدراجات (الإنجليزية)
- كارلوس ميليرو على موقع إحصائيات الدراجات الإحترافية (الإنجليزية)
- كارلوس ميليرو على موقع أوليمبيديا (الإنجليزية)